# Rübenau

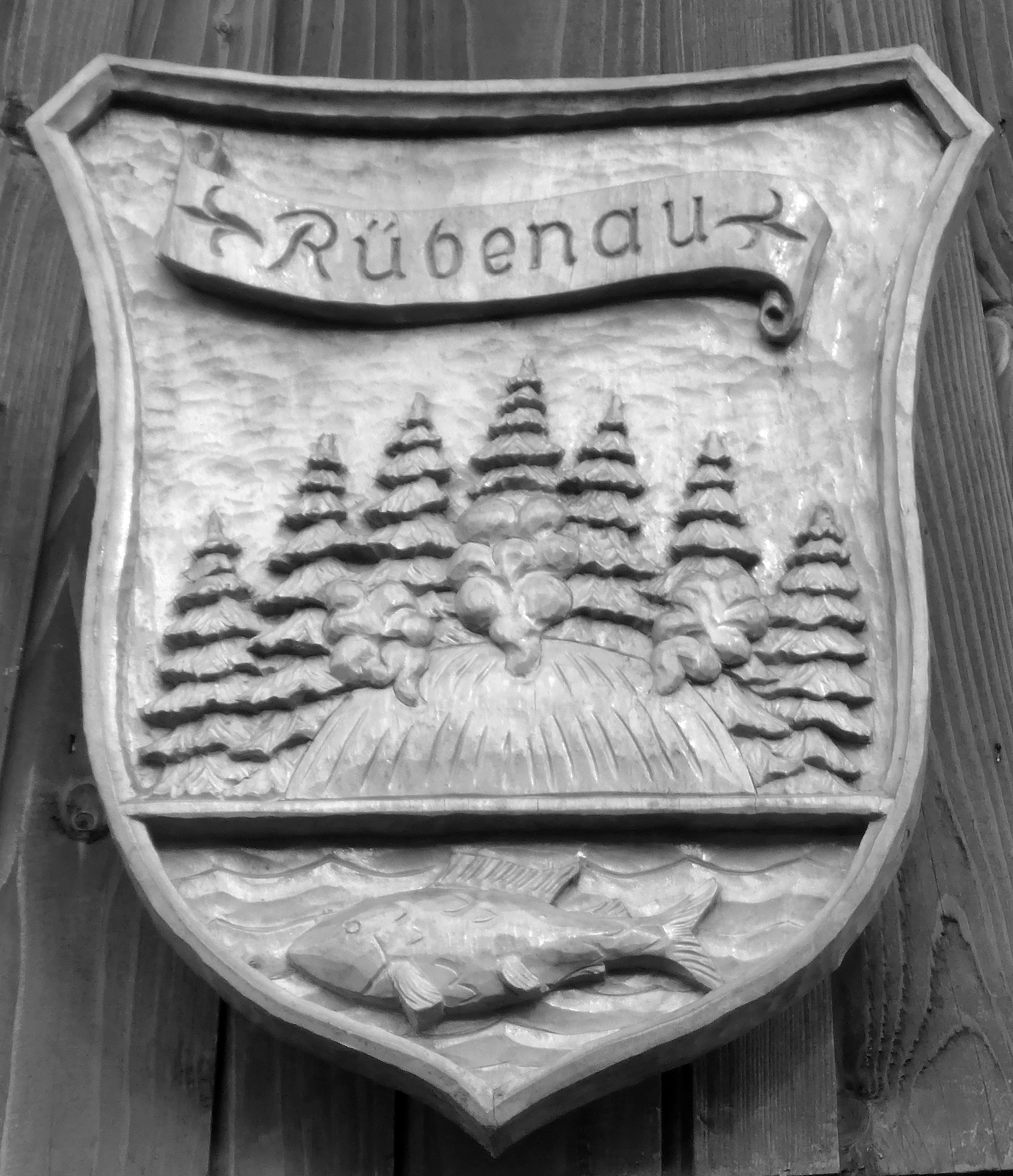
Ortswappen Rübenau

Rübenau ist ein Ortsteil der sächsischen Stadt Marienberg im Erzgebirgskreis.

## Geografie

### Lage
Rübenau ist ein weitverzweigtes Dorf an der südlichen Grenze Sachsens zu Tschechien. Rundum von Wäldern umgeben, liegt es in einer Höhe von 610 m bis 780 m ü. HN auf dem Erzgebirgskamm. Die 774 Hektar große Streusiedlung besteht aus den ehemals eigenständigen Ortschaften Rübenau, Nieder- und Obernatzschung sowie Einsiedel-Sensenhammer und darin den Häusergruppen Einsiedler Straße, Flügel, Gasse, Grund, Hammerweg, Heidehäuser, Hradschin, Hirschberg, Krähwinkel, Kriegwald, Lochmühle, Maiberg, Neunhäuser, Strohhübel, Wasserhäuser und Ziegengasse.
Ausgedehnte Waldgebiete, auf deutscher Seite der „Kriegwald“ und auf tschechischer Seite die „Rothenhauser Waldungen“, riegeln den Ort auf deutscher Seite gegenüber seinen Nachbarorten ab. Etwa 2,5 Kilometer nordöstlich liegt der 842 m ü. NN hohe Steinhübel. Südlich und östlich der Ortslage verläuft die Natzschung, die hier die Grenze zu Tschechien bildet.
Durch den Ort führt die Staatsstraße 216 Reitzenhain – Olbernhau. Etwa in der Ortsmitte zweigt von ihr die Staatsstraße 217 nach Ansprung ab, die an der Bundesstraße 171 endet. Seit Anfang 2008 ist die Grenzbrücke nach Kalek (Kallich) für den PKW-Verkehr freigegeben. Der Übergang nach Načetín (Natschung) ist für Fußgänger und Radfahrer geöffnet.

### Nachbarorte
| Pobershau           | Ansprung                                    | Rothenthal      |
| Kühnhaide           | Kompassrose, die auf Nachbargemeinden zeigt |                 |
| Načetín (Natschung) |                                             | Kalek (Kallich) |

## Geschichte

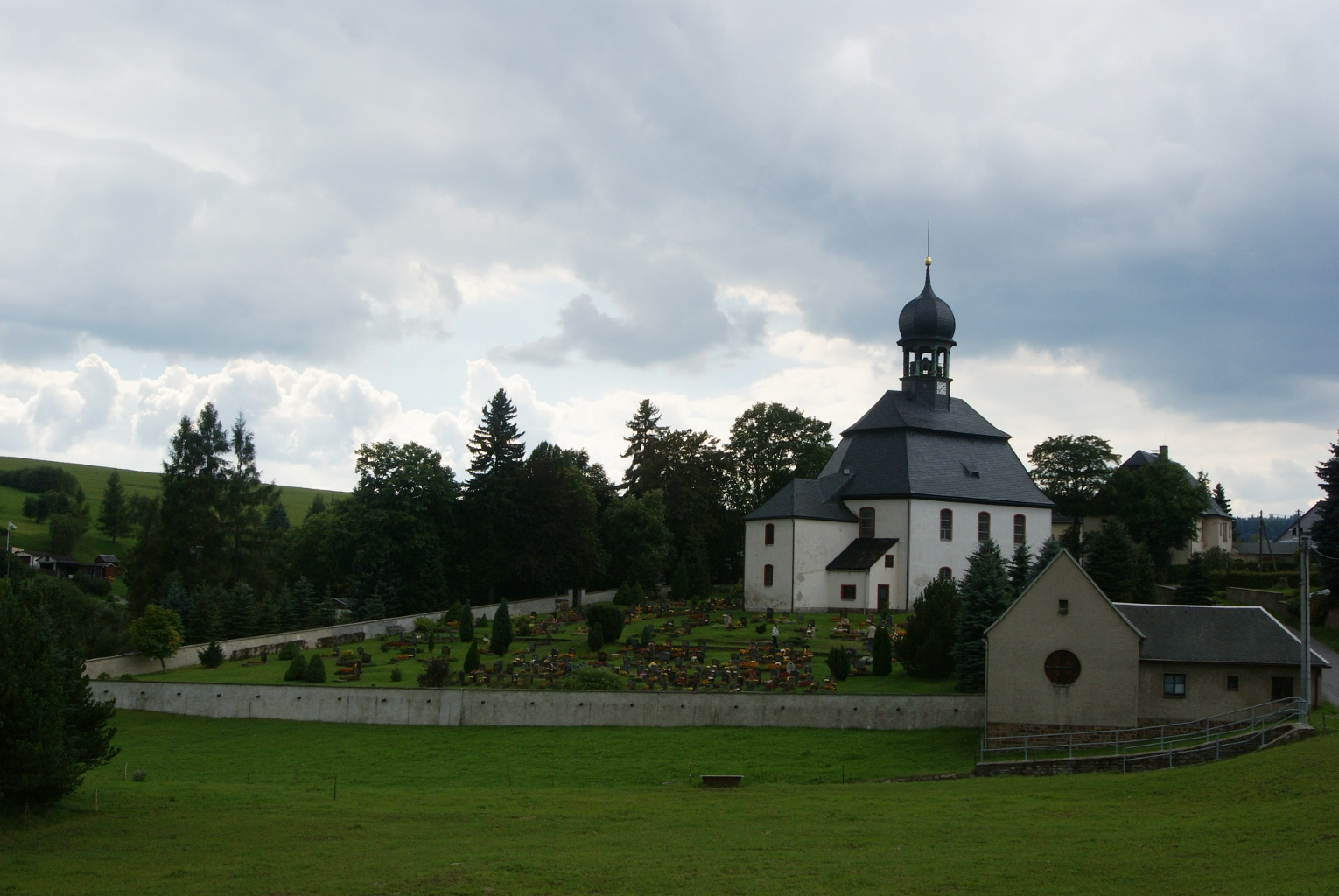
Die „Heilig-Geist-Kirche“ mit angeschlossenem Friedhof

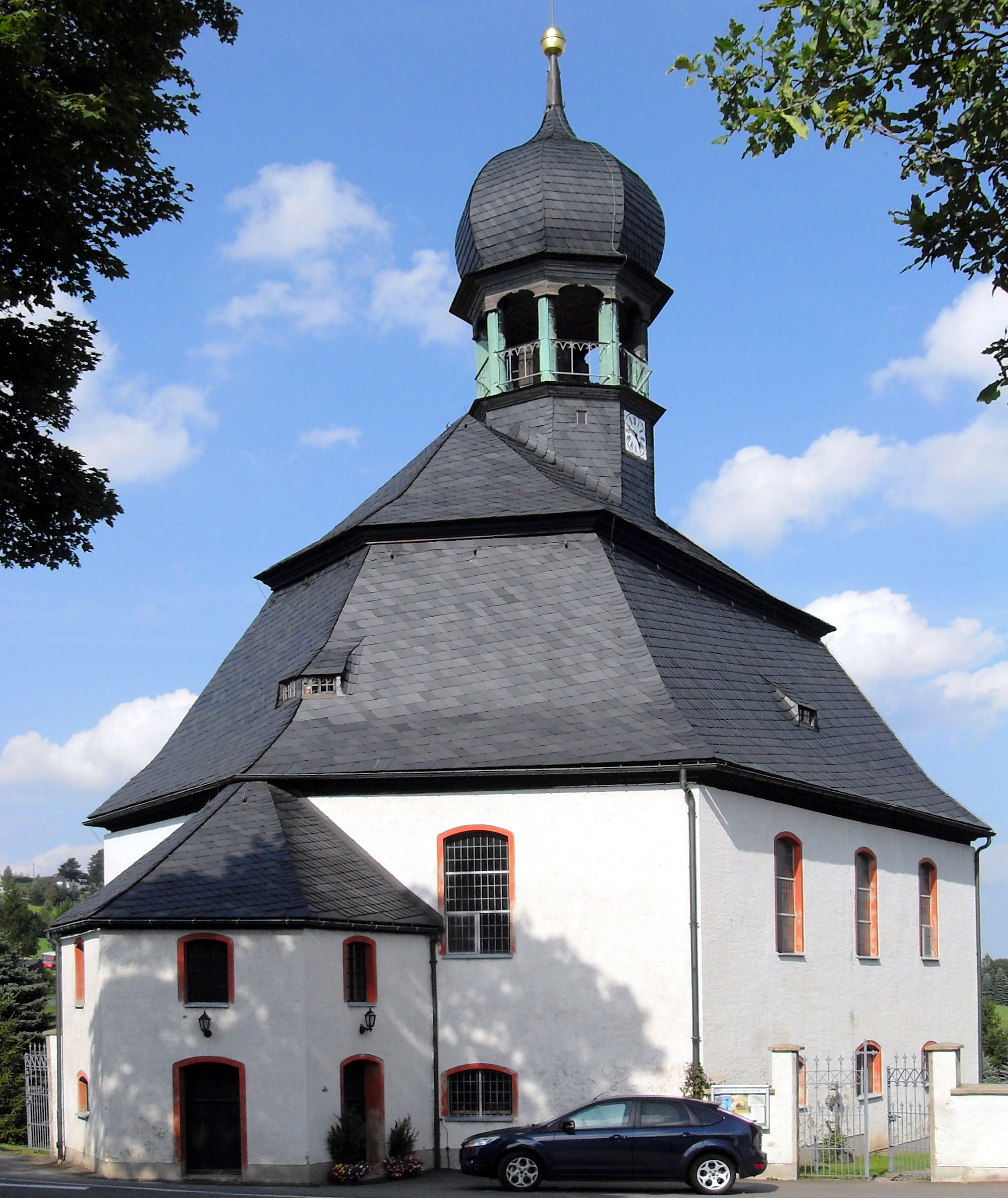
Die Kirche von Südwesten aus gesehen

Ab Mitte des 16. Jahrhunderts – verstärkt nach der Holzordnung des Kurfürsten Augusts von Sachsen von 1560 – erreichten die Baumrodungen auch die Kammlagen des Erzgebirges. In dem Zusammenhang wird Rübenau, auch Riebenau geschrieben, dreimal erwähnt, aber zunächst nur als der gleichnamige, damals fischreiche Bach (slawisch ryba ‚Fisch‘): Erstmals tauchte „Rübenau“ im Kaufbrief von 1559 auf, als Kurfürst August der Familie Berbisdorf einen Großteil ihrer Güter, Dorfschaften, Wiesen und Waldungen für die Summe von 107.784 Gulden weit unter Wert abkaufte. 1560 wurde Rübenau zweimal in der Holzordnung wieder als Bach genannt. Die dritte Erwähnung geschah am 9. Mai 1571 in einem Schreiben des Oberbergmeisters Markus Röhling und des Schössers Hans Heintze vom Amt Lauterstein an Kurfürst August. Es geht um einen Floßteich an der Rübenau für das Holzflößen. In der Folge wurden mehrere Floßteiche angelegt, wodurch die Flößerei und die Köhlerei nach Rübenau gelangten.
Abgesehen von den ärmlichen Hütten, die sich Holzfäller und Köhler gezimmert hatten, begann die eigentliche Besiedlung des künftigen Dorfes Rübenau 1580 mit dem Müller und Bäcker Georg Müller, der mitten „uffm Walde“ in der Nähe des Baches Rübenau abgeholzten Waldboden urbar machte und eine erste kleine Mühle und einen Backofen errichtete. Die Ortsgründung ist nach den Aufzeichnungen des Amts Erbbuch von Lauterstein für 1580 belegt. Ihm folgte ab 1590 Jonas Oehmichen, der schon ein kleines Gut bewirtschaftete. Der Ortsname „Ruebenaw“ ist 1595 überliefert. 1689 bekam Johann Georg Oehmichen die Genehmigung, einen Waffen-, Schaar- und Zainhammer zu errichten. Das Bauwerk wurde gegen Ende 1900 ein Sägewerk und steht seit den 1980er Jahren als originärer Baukörper unter Denkmalschutz.
Schon zuvor war zwischen der Natzschung und der Görkauer Straße das Dorf Einsiedel entstanden. Es ist 100 Jahre älter als Rübenau und seine beiden Dorfteile Ober- und Niedernatzschung. Bereits 1497 wird es erstmals als Einsidell auff Gorcker Straße urkundlich erwähnt. 1556 erhielten die Freiberger Bürger Christoph Gneuss und Hans Steinhard die Genehmigung, an der Natzschung einen Knittel- oder Sensenhammer und ein Wohnhaus für die Arbeiter zu errichten. Christoph Gneuss brachte nach und nach Flächen in seinen Besitz, die später zu den ältesten Fluren von Einsiedel-Sensenhammer oder teilweise Rübenau gehören. In den ersten 150 Jahren stand das Sensenschmieden im Vordergrund, aber im Laufe der Zeit spezialisierte sich der Hammer auf die Waffen-, Rohr-, Zain-, Zeug- und Nagelschmiedekunst. 1761 wird erstmals den Beinamen Sensenhammer für Einsiedel verwendet. 1875 werden Einsiedel-Sensenhammer und Rübenau mit Ober- und Niedernatzschung zu einer Gesamtgemeinde zusammengeschlossen. Rübenau wurde als das „Dorf der Schmiede“ bekannt und die Köhlerei und die Flößerei bildete deren Hintergrund.

### Verwaltungszugehörigkeit
1595 bis 1856 Amt Lauterstein, 1856 Gerichtsamt Zöblitz, 1875 Amtshauptmannschaft Marienberg, 1952 Kreis Marienberg, 1994 zur Landgemeinde Hirtstein im Mittleren Erzgebirgskreis kommend, seit 1. Januar 2003 ein Ortsteil der Stadt Marienberg; seit 2008 gehören all ihre Ortsteile zum Erzgebirgskreis.

### Kirche
Rübenau, Einsiedel und der böhmische Nachbarort Kallich (tschechisch Kalek) waren bis 1607 Teil der Parochie Zöblitz. Die dortigen Kirchenbucheintragungen beginnen 1577. 1607 konnte in Rübenau die erste kleine „Heilig-Geist-Kirche“ eingeweiht werden. Die zweite Heilig-Geist-Kirche Rübenau, eine Barockkirche mit großem Dachreiter, wurde 1714 geweiht. Rund 140 Jahre blieb sie eine Filialkirche der Parochie Kühnhaide, seit 1853 war Rübenau einschließlich Nieder- und Obernatzschung wie auch Einsiedel-Sensenhammer jedoch eine eigenständige Kirchgemeinde, in der die evangelisch-lutherischen Mitglieder weit in der Überzahl sind. 1887 erhielt die Kirche als Ersatz für die schadhafte Vorgängerin eine neue Orgel, gebaut von Carl Eduard Schubert (12 Register). Seit 2006 gehört die Evangelisch-Lutherische Kirchgemeinde Rübenau dem – 2021 erweiterten – Evangelisch-Lutherischen Kirchspiel Olbernhau an.

### Schulen
Schon 1608 erhielt Rübenau zu seiner ersten Kirche das bis heute gepflegte Pfarr- und ehem. Schulhaus. Dem ersten Pfarrer, Theophilus Schumann, oblag auch der Schulunterricht. Ab 1611 war der Schulmeister Hans Beyer tätig, nach ihm Michael Zöppel, darauf zahlreiche weitere. Laut dem Sächsischen Volksschulengesetz von 1835 musste jedes Kind ab dem 6. Lebensjahr sommers wie winters die Schule besuchen, aber das blieb für das bitterarme Dorf lange Zeit unmöglich. Zeitweise war für 450 Schulkinder nur ein einziger Lehrer da. Mit Inkrafttreten des Schulgesetzes von 1872 war der Staat und nicht mehr die Kirche der Träger des Schulwesens. Die allgemeine Schulpflicht und der kostenlose Volksschulbesuch wurden verbindlich, die Bedingungen dafür blieben in Rübenau allerdings lange schwierig. Nach und nach entstanden vier Schulen: 1866 im Ortsteil Obernatzschung, 1875 in Einsiedel-Sensenhammer, 1903 die damals vorbildliche Hauptschule Am Maiberg 4 mit zwei Klassenzimmern, einem Lehrmittel- und einem Konferenzzimmer, zwei Lehrer- und einer Hausmannswohnung sowie 1927 die Bergschule. Die Hauptschule wurde 2018 abgerissen.
Seit den 1990er Jahren besuchen die Rübenauer Kinder die Grundschule im Nachbarort Kühnhaide.

### Öffentliches Leben, kommunale Einrichtungen, medizinische Versorgung
Vor 1990 verfügte Rübenau über Gemeindeamt, Kirche, Sparkasse, Post, Arzt, Zahnarzt, Apotheke (geführt vom Arzt) sowie ein Kino. Nach dem Anschluss an die Bundesrepublik blieb dem Dorf davon nur die Kirche. Stundenweise betreut ein Arzt die 975 Einwohner. Vor 1945 gab es zeitweise bis zu 30 Vereine, so Turnverein, Radfahrverein, Frauenverein, Jugendverein, Erzgebirgsverein, Gesangsverein, Musikverein, Schützenverein, Feuerwehrverein, ferner 9 Gaststätten. Seit der Wende liegt das öffentliche Leben in Gegensatz zu früher brach, zumal der staatlich gelenkte Tourismus daran einen großen Anteil hatte. Doch konnten man erstmals seit dem Mauerbau wieder ohne große Probleme in die tschechischen Nachbarorte gelangen. Aktuell gibt es noch fünf aktive Vereine (Motorradfreunde, Schützenverein, Bergbauverein, Freiwillige Feuerwehr, Tourismusverein). Mehrfach im Jahr sind diese Vereine mit großen Festen aktiv, u. a. mit dem Motorradtreffen im August, dem Pyramidenanschieben in der Vorweihnachtszeit, der Mettenschicht und im zweijährigen Wechsel mit dem Bergfest. Es gibt für und von den Senioren regelmäßige Gruppen für Sport und Musik im neu errichteten Gemeindehaus. Nordic Walking wird sommers angeboten. Der Kindergarten ist doppelsprachig. Der Bus fährt mehrfach regelmäßig an allen Werktagen nach Olbernhau und Marienberg.

### Wirtschaft und Soziales
Ökonomisch und sozial hatten von 1591 bis weit ins 19. Jahrhundert die wechselnden Besitzer des Rübenauer Gutes (seit 1690 Rittergut) als Guts- und Gerichtsherren gegenüber ihren Untertanen eine beherrschende Rolle inne. Um ihre Verfügungsgewalt über die Untertanen auszuweiten, wurde beispielsweise 1766 auf dem Sächsischen Landtag ein Gesindezwangsdienst durchgesetzt. Erst die Gesindeordnung von 1835 verlangte nicht mehr, dass jeder ländliche Untertan zunächst zur Arbeit auf dem Gut verpflichtet war. Nach der Ablösung der Zwangsdienste erzielten die Rübenauer Gutsherren hohe finanzielle Gewinne mit dem Verkauf von Gutsparzellen, die vielfach noch Waldboden waren, an die arbeitsamen dörflichen Untertanen zur Rodung, Nutzung und zum Häuserbau.
Zu den herausragenden Bergbauorten gehörte Rübenau keineswegs, doch ist auch hier bis weit ins 19. Jahrhundert Bergbau betrieben worden, immer in der Hoffnung, dem steinigen Boden einige geheime Schätze entreißen zu können. Der Abbau von Kupfer-, Zinn- und Eisenerz sowie Hornstein, Kalkstein und Quarz brachte zwar einiges ein, insgesamt blieb die Ausbeute jedoch gering. Vermutlich am ertragreichsten war um 1590 die Zinngrube Buchen und Glückseliger Windbruch. Ein Großteil der 17 Gruben ist zwar wiederentdeckt, jedoch sind deren Funktion oft unklar.
Dank seiner waldreichen Lage und der in Rübenau, Kallich („Kallich“ – v. a. mundartlich für den präkambrischen Marmor, der hier abgebaut wurde) und Gabrielahütten bestehenden Eisenwerke konzentrierte sich Rübenau vor allem auf die Holzwirtschaft und die Metallindustrie. Im 19. Jahrhundert stand besonders das Nagelschmieden in hoher Blüte, so dass der Ort als „Dorf der Nagelschmiede“ bekannt wurde. 1855 ist die Rede von 170 Nagelschmieden. Anfang des 20. Jahrhunderts bestanden u. a. mehrere Sägewerke mit Holzhandlungen, eine Holzdreherei mit Dampfbetrieb, zwei Federkastenfabriken, eine Holzschleiferei, mehrere Nagelfabrikationen und eine Räderfabrik. Es gab mehrere Meiler, von denen einer noch an der Straße nach Ansprung nachgebildet ist. Der fischreiche Bach versorgte noch bis in die 1970er Jahre etliche Einwohner mit Forellen, wobei es in den letzten Jahren immer weniger Fische auch in den Teichen des Ortes gibt.
An Fauna und Flora ist Rübenau in den warmen Monaten reich. Der Förderverein Natura Miriquidica e. V. bietet dazu im Ort zahlreiche Veranstaltungen an. Die Liste der hier noch auffindbaren Tiere der roten Liste ist beeindruckend. Von den Nachkriegsabholzungen und dem Waldsterben Ende der Neunziger haben sich die Wälder erholt.
Ab 1949 begannen in der DDR in allen Bereichen grundlegende Umstrukturierungen. Vor allem durch Neubau und teilweise durch Verstaatlichung und Enteignungen nahmen volkseigene Betriebe (VEB) ihre Tätigkeit auf, darunter eine Holzschleiferei, ein Holzbauunternehmen, NARVA Formplast, ein Fensterbau, eine Knopffabrik, eine schon in den 1920er Jahren entstandene Nagelfabrik, eine Handschuh-Strickwarenfabrik (Zweigwerk des „VEB Polar Karl-Marx-Stadt“), in der viele Frauen Arbeit fanden, sowie eine Landwirtschaftliche Produktionsgenossenschaft (LPG). Nach der politischen und ökonomischen Wende von 1990 und der fehlenden Nachfrage der dortigen Produkte waren diese Betriebe unrentabel und wurden geschlossen. Neben einer Autolackiererei und Instandsetzung GmbH Stephani (Fortführung von NARVA Formplast) sowie einer kleinen Firma für kunstgewerbliche erzgebirgische Artikel produzieren heutzutage im Ort jedoch wieder zahlreiche Bauern neben der großen Agrargenossenschaft. Der Mittelstand blühte auf.
In Handel und Gewerbe verfügte Rübenau bis 1990 jahrzehntelang über acht Lebensmittelgeschäfte, sechs Bäcker, drei Fleischer, sechs Tischler, drei Klempner, acht Zimmerer, vier Schlosser, vier Schneider, drei Friseure, zwei Sattler, neun Schuhmacher, eine Drogerie, einen Maler, eine Brauerei sowie ein Textil- und Haushaltswarengeschäft. Nicht zu vergessen das Kino in Einsiedel. Anzutreffen waren 2018 zwei Lebensmittelgeschäfte, ein Klempner und zwei Friseure. 2020 gibt es noch einen Gemischtwarenladen mit Postfunktion und Bäckerfiliale, einen Friseursalon, Baustoffhandel, eine Zimmerei, Holzverarbeitung, Heizungsinstallation und Dachdeckerei, Lackiererei, Autoaufarbeitung, Autoreparaturwerkstatt und einen Schrotthandel, einen Holzschnitzer und Korbflechter.
In der DDR war Rübenau staatlich anerkannter Luftkurort. Neun auswärtige Betriebe hatten dort ihre Ferienheime und Kinderferienlager. Nach 1990 wurden sie alle aufgelöst. Die Anzahl der Feriengäste sank dramatisch und bedeutete eine erhebliche wirtschaftliche Einbuße für Rübenau. Winters gibt es bis zu 50 Schneetage. Dann werden zwei große Loipen gespurt, die die Nachbarorte von Kühnhaide bis Olbernhau zu einem der größten Langlaufgebiete des Erzgebirges werden lassen. An Rübenau führt der mittelschwere Kammweg Erzgebirge-Vogtland und der europäische Fernwanderweg E3 (vom Schwarzen Meer zur Iberischen Halbinsel) vorbei. Einige lokale Wanderwege sind seit hundert Jahren beschrieben und lassen die historischen Änderungen erkennen. Zum benachbarten böhmischen Gebirgsteil sind die Beziehungen seit dem Beitritt der Tschechischen Republik zur Europäischen Union im Jahre 2004 jedoch intensiver geworden. Man half im Nachbarort Kalek bei der Restauration der Kirche aus. Die in den 1990er Jahren sanierte Schule wurde trotz starker Proteste Anfang 2018 abgerissen und statt derer ein Mehrzweckhaus errichtet, weil es aus der EU Fördermittel für die Umgestaltung gab. Das Programm „Vitale Dorfkerne und Ortszentren im ländlichen Raum“ des Staatsministerium für Umwelt und Landwirtschaft (SMUL) förderte die Kosten von 620.000 Euro für das Mehrzweckhaus mit 425.000 Euro. Ende 2019 wurde gleichfalls das erst vor wenigen Jahren sanierte und funktionstüchtige Gemeindeamt (früher das Rathaus) mit seinem seltenen Gewölbe aus dem 17. Jahrhundert entfernt. Damit fehlen in Rübenau beide der für die Bevölkerung sinnstiftenden Gebäude. Im Ortskern warten nun das denkmalgeschützte Herrenhaus und der Gasthof „Weißer Hirsch“ auf eine neue Nutzung.
Viele Arbeitskräfte von Rübenau pendeln seit der politischen und ökonomischen Wende von 1990 weiter als vorher zu ihrem Arbeitsplatz. Doch auch schon davor pendelten nicht wenige in Betriebe, wie z. B. die Wismut oder die Federnwerke in Marienberg aus, weil dort der Verdienst deutlich höher war oder sie sich in den Städten wohler fühlten. So gab es 1971 nur noch 1463 Einwohner bei weit über 2000 Touristen. Von 1990 bis 2015 ist in Rübenau infolge der Nachwendeprobleme die Einwohnerzahl von 1223 auf 975 gesunken. Die Anzahl der Übernachtungen sank bis vor wenigen Jahren auf ein Zehntel der alten Zahlen.

## Entwicklung der Einwohnerzahl
Einwohnerzahlen von Rübenau mit Ober- und Niedernatzschung, ab 1875 einschließlich Einsiedel-Sensenhammer (Eingemeindung)
| 1595     | 1 Mühle und 2 Hufen (Hofstellen, d. h. die Gebäude von zwei Bauernhöfen)                       |
| 1671     | Gut mit Mühle und „16 Holzhauer Häuserlein“                                                    |
| 1698     | 39 „Häusler“, 8 – 10 Insassen pro Haus                                                         |
| 1764     | 80 Häuser                                                                                      |
| 1801     | 967 (Rittergut Rübenau mit Ober- und Niedernatzschung ohne Zollhaus und einige Amtsuntertanen) |
| 1822     | „gegen 1400 Seelen“                                                                            |
| 1828     | 1472                                                                                           |
| 1834     | 1723                                                                                           |
| 1843     | 2544 (mit Einsiedel-Sensenhammer)                                                              |
| 1845     | 1770                                                                                           |
| 1846     | 1700                                                                                           |
| 1864     | 2488 (mit Einsiedel-Sensenhammer)                                                              |
| 1871     | 2483 (mit Einsiedel-Sensenhammer)                                                              |
| 1880     | 2627                                                                                           |
| 1885     | 2572                                                                                           |
| 1900     | 2215                                                                                           |
| 1910     | 2127                                                                                           |
| 1925     | 2019                                                                                           |
| 1933     | 2055                                                                                           |
| 1939     | 1916                                                                                           |
| 1946     | 2070                                                                                           |
| 1950     | 1986                                                                                           |
| 1964     | 1633                                                                                           |
| 1971     | 1463                                                                                           |
| 1990     | 1223                                                                                           |
| 2001     | 1130                                                                                           |
| 2007     | 1067                                                                                           |
| 2014     | 999                                                                                            |
| 2015     | 975                                                                                            |
| 1.1.2018 | 917                                                                                            |
| 1.1.2021 | 910                                                                                            |

## In Rübenau geborene Persönlichkeiten
- Stefan Reichmann (* 1951), Bildhauer